# Unión Nacional de Independientes
Unión Nacional de Independientes fue un partido político chileno, conformado por elementos decepcionados de los conglomerados políticos que polarización la política nacional. Se formó a fines de 1952 con base en principios independientes y nacionalistas, logrando gran apoyo popular en las elecciones parlamentarias de ese año, en las que integró la Federación Nacional de Fuerzas Ibañistas (FENAFUI). Tuvo entre sus principales figuras al diputado Baltazar Castro, quien llegó a presidir la Cámara entre 1953 y 1955.

## Resultados electorales

### Elecciones parlamentarias
|  | 4,07 % |

|  | 3,31 % |